# أوتاكو أوكاموتو
أوتاكو أوكاموتو (1918 – 2016)، هي طبيبة يابانية وعالمة في مجال الطب البيولوجي، وهي التي اكتشفت حمض الترانيكساميك في خمسينيات القرن الماضي عندما كانت تبحث عن عقارٍ يعالج النزيف بعد الولادة (نزف تالٍ للوضع). أصبحت رئيسة جامعة كوبي جاكوين بعد نشر نتائجها عام 1962، حيث عملت هناك منذ عام 1966 وحتى تقاعدها عام 1990.
أعاقت طبيعة العمل الذكورية مسيرة أوكاماتو المهنية. فلم تتمكن من إقناع أخصائيي الولادة في جامعة كوبي تجربةَ وسيط مضاد انحلال الفبرين، الذي دخل ضمن قائمة منظمة الصحة العالمية باعتباره عقاراً أساسياً في الطب، وذلك في عام 2009. وكانت أوكاماتو حية لتشهد بداية دراسة حمض الترانيكساميك على 20 ألف امرأة مصابة بالنزف التالي للوضع، وذلك عام 2010، لكنها توفت قبل انتهاء الدراسة عام 2016، ونشر النتائج عام 2007، والتي تؤكد دور حمض الترانيكساميك في منع الوفاة، وهو شيء توقعته أوكاماتو.

## تعليمها
بدأت أوكاماتو دراسة طب الأسنان عام 1936، ثم غيّرت دراستها إلى الطب، والتحقت بجامة طوكيو الطبية اللنساء، وتخرجت في شهر كانون الأول عام 1941.

## مسيرتها المهنية
في شهر كانون الأول عام 1942، تبوأت أوكاموتو منصب باحثة مساعدة في جامعة طوكيو الطبية للنساء، حيث كان عملها متعلقاً بالمخيخ ، وتحت إشراف جراح عصبي خلق للنساء الكثير من الفرص التي لم تكن متاحة لهن في تلك الفترة. وبعد انتهاء الحرب العالمية الثانية والحرب اليابانية الصينية الثانية تباعاً عام 1945، انتقلت إلى جامعة كيئو في شينانوماتشي في طوكيو. كانت الموارد المتاحة قليلة، لذا قررت وزوجها شوسوكي أوكاموتو إجراء الأبحاث على الدم، فإذا لم يوجد ما يكفي بإمكانهم استخدام عينات من دمهما. حيث كانا يأملان إيجاد علاجِ للنزف التالي للوضع، أي إيجاد عقار قوي يوقف النزف بعد الولادة.
درسا أولاً حمض الأمينوكابرويك (EACA)، ثم درسا مادة كيميائية مشابهة، وهي حمض الترانيكساميك (أو حمض 1-أمينوميثيل سيكلوهيكسان 4-كاربوكسيل). ووجدا أنه أقوى بـ 27 مرة، وبالتالي من الممكن استخدامه لإيقاف النزيف. وهكذا نشرا دراستهما والنتائج التي حصلا عليها في المجلة الطبية الخاصة بجامعة كيئو عام 1962.
مُنحت أوكاموتو عام 1966 منصباً رئاسياً في جامعة كوبي جاكوين. وفي عام 1980، أنشأت مع زوجها لجنة محلية للعمل على التخثر والنزيف، حيث عمل زوجها أيضاً في جامعة كوبي. تقاعدت أوكاموتو من الجامعة عام 1990. وبعد وفاة زوجها عام 2004، أصبحت المسؤولة عن اللجنة حتى عام 2014. ولكنها لم تتمكن من إقناع أخصائيي التوليد تجربة العقار لإيقاف النزف التالي للوضع.

## إنجازاتها
لم يكن أحد يقدر قيمة حمض الترانيكساميك لسنوات عديدة، حتى عام 2009 عندما دخل ضمن قائمة منظمة الصحة العالمية للأدوية الأساسية في الطب، والذي أصبح يُستخدم في الجراحات القلبية.
في عام 2010، أظهرت تجربة منضبطة معشاة على المرضى المصابين برضخ الفوائد الملحوظة إن تم إعطاء المصاب حمض الترانيكسات خلال 3 ساعات منذ وقوع الإصابة.

## العقبات التي واجهتها
اليابان بلد تهيمن عليه الذكورية، لذا كان على أوكاموتو أن تناضل لمحاربة التمييز على أساس الجنس. ولحسن حظها، كان المشرف عليها في المجال العلمي متعاطفاً مع النساء خلال المراحل الأولى من مسيرتها المهنية.
لكنها تعرض مرة مع إحدى زميلاتها إلى الطرد من مؤتمر لطب الأطفال، لأن الحدث وفق المسؤولين لم يكن مخصصاً لـ “النساء والأطفال” [1]، حيث قالت أوكاموتو في مقابلة عام 2012 أنها لم تكن على دراية بذلك المصطلح من قبل:4:00. كما تعرضت للسخرية من طرف الرجال الذين حضروا عرضاً قدمت فيه أول بحث لها، فسخروا منها وسألوها إن جاءت لترقص لهم :5:17-5:38.

## حياتها الشخصية
تزوجت أوتاكو من شوسوكي أوكاموتو، ورزقت بطفلة واحدة فقط قبل وفاتها واسمها كومي ناكامورا.